# Virányi Jenő
Virányi Jenő, Winternitz Mór Jenő (Miskolc, 1865. április 2. – Budapest, Józsefváros, 1933. november 27.) karmester, zeneszerző.

## Életútja
Winternitz Lipót és Kohn Betti fiaként született. Színházi működését 1886 júliusában Dancz Lajos igazgatónál kezdte. Ez év március 1-jén feleségül vette Szepesi Paulát. A vidék első városaiban, Kolozsvárott is működött. 1903. február 7-én Budapesten, a Ferencvárosban vette nőül Káldi Mariska primadonnát, akitől azonban 1919-ben elvált.
1919. július 28-án Budapesten, az Erzsébetvárosban feleségül vette a nála 14 évvel fiatalabb Mázik Róza Mária Magdolnát. A Zoltán-éra alatt a Magyar Színház, 1916-ban a Király Színház karmestere volt. A főváros zeneiskolájában is tanított. Több kompozíciója van. Szorgalmas, lelkiismeretes muzsikus volt, nem tartozott az úgynevezett zseniális karmesterek közé, azonban szakmájának becsületes, kötelességtudó munkása volt. 
Több operett-partitúrát is szerzett, nem egynek országosan is szép sikere volt. Ő írta többek között a Gólem című operettnek a zenéjét és a darabot nagy sikerrel mutatták be a budapesti Városi Színházban. Idős korában nem kapott állást, ezért mint zenetanár és énekmester kereste meg a kenyerét és Kolozsvárt is hosszú éveket töltött el ebben a minőségben. 
Utolsó éveiben Budapesten lakott, mint nyugdíjas karnagy, nagy szegénységben. Halálát tüdőgyulladás okozta.